# Baby Ruby
Baby Ruby es una película de suspenso y terror psicológico estadounidense de 2022  escrita y dirigida por Bess Wohl, en su debut como directora. Está protagonizada por Noémie Merlant, Kit Harington y Meredith Hagner .
La película tuvo su estreno mundial en el Festival Internacional de Cine de Toronto el 9 de septiembre de 2022. Fue lanzado el 3 de febrero de 2023 por Magnet Releasing .

## Sinopsis
Jo (Noémie Merlant) es una influenciadora de estilo de vida. Su relación con Spencer (Kit Harington) se fortalece mientras esperan la primera bebé de la pareja, llamada Ruby. Después del nacimiento de Ruby, el exitoso mundo de Jo comienza a desmoronarse mientras ella sufre depresión posparto. Jo comienza a comportarse de forma agresiva y dudosa, aunque recibe apoyo de Shelly (Meredith Hagner), una vecina que dice ser madre aunque se niega a mostrar a su supuesto bebé al resto de las personas. Jo sospecha de las intenciones de Shelly y de todos los que la rodean mientras intenta proteger a su bebé, quien también comienza a ser vista por Jo como una persona hostil.

## Reparto
- Noémie Merlant como Jo
- Kit Harington como Spencer
- Meredith Hagner como Shelly
- Reed Birney como el Dr. Rosenbaum
- Jayne Atkinson como Doris

## Estreno
La película tuvo su estreno mundial en el Festival Internacional de Cine de Toronto el 9 de septiembre de 2022.  Poco después, Magnet Releasing adquirió los derechos de distribución de la película en Estados Unidos.  Fue lanzado el 3 de febrero de 2023. 

## Recepción
En el sitio web de recopilación de reseñas Rotten Tomatoes , el 67% de las 45 reseñas de críticos son positivas, con una calificación promedio de 6,3/10. El consenso del sitio web dice: " Baby Ruby, una joya defectuosa pero finamente tallada, pone el horror de la nueva paternidad bajo una lupa aterradoramente efectiva". Metacritic , que utiliza un promedio ponderado , asignó a la película una puntuación de 57 sobre 100, basada en 10 críticas, lo que indica críticas "mixtas o promedio".
En una reseña para el San Francisco Chronicle, Bob Strauss escribió: "El debut como directora de la dramaturga Bess Wohl es una combinación astuta y mutante de thriller de terror, sátira feminista y estudio subjetivo de la paranoia posparto. Es serio acerca de cómo las demandas del cuidado del bebé pueden abrumar "Y escéptico ante las presiones sociales sobre las mujeres para que no sólo acepten sino que amen las cargas de la maternidad". 